# Pascoea bimaculata
Pascoea bimaculata là một loài bọ cánh cứng trong họ Cerambycidae.